# Torre Salesforce
La Torre Salesforce (in inglese: Salesforce Tower), in passato conosciuta come Torre Transbay (in inglese: Transbay Tower), è un grattacielo ad uso uffici situato nel quartiere South of Market della città statunitense di San Francisco. Con un'altezza complessiva di 326 metri, è il grattacielo più alto della città di San Francisco, il secondo più alto della California, dopo il Wilshire Grand Center di Los Angeles, e il dodicesimo più alto degli Stati Uniti d'America.

## Storia

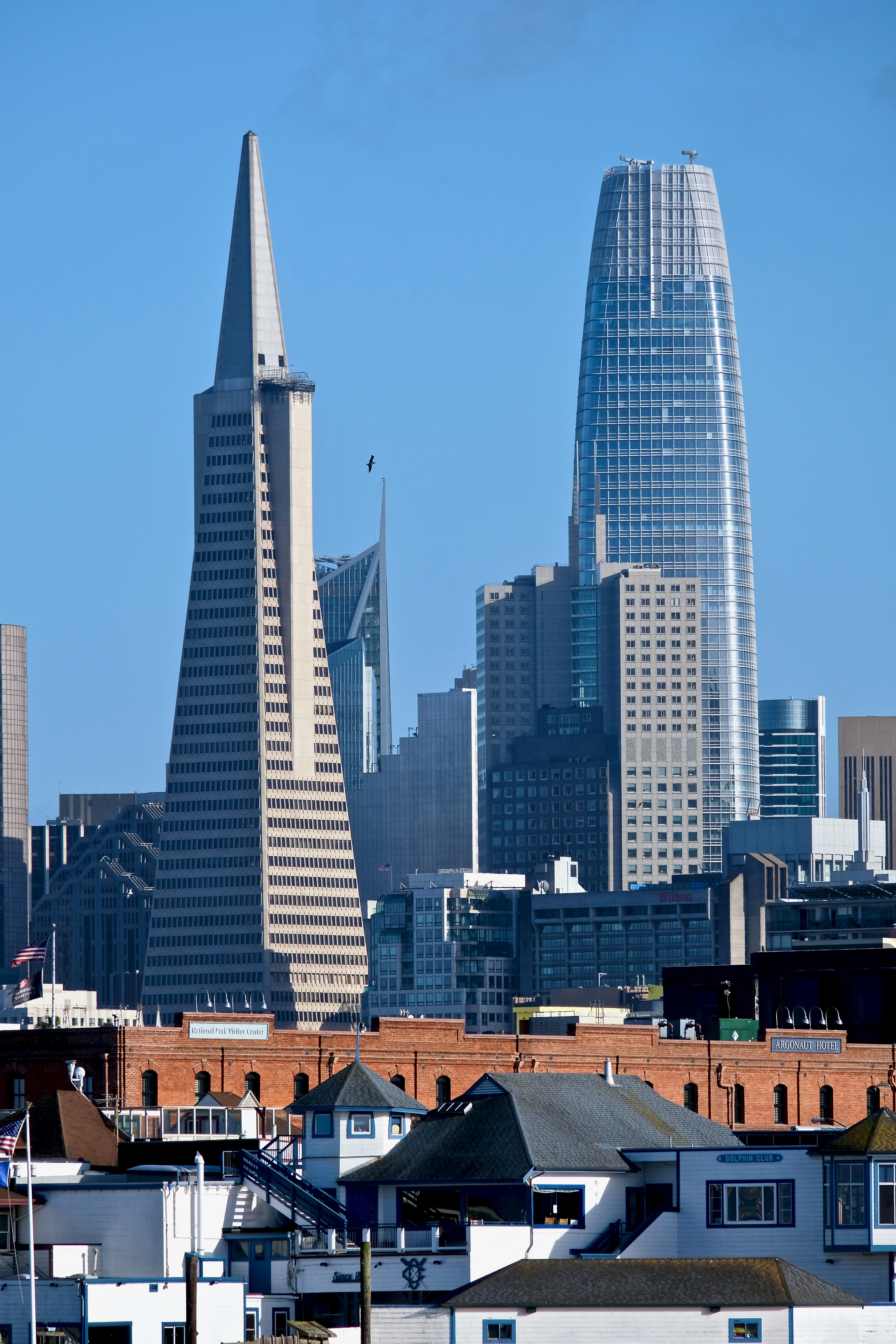
Salesforce Tower dietro alla Transamerica Pyramid

L'area in cui sorge l'edificio era in precedenza occupata da un ingresso per il San Francisco Transbay Terminal, demolito nel 2011, e fu acquistata dalla Boston Properties e dall'Hines Interests Limited Partnership per 192 milioni di dollari. I lavori di costruzione del grattacielo, progettato dallo studio Pelli Clarke Pelli, iniziarono il 27 marzo 2013, con la cerimonia della posa della prima pietra, sotto la guida della Clark Construction Group.
L'11 aprile 2014, l'azienda Salesforce.com annunciò la firma di un contratto di locazione per 66 300 m2 dell'edificio ad un costo stimato di 560 milioni di dollari e dalla durata di 15 anni e 6 mesi a partire dal 2017, diventando il principale occupante della struttura. Come conseguenza, la torre fu rinominata Salesforce Tower.
Il 6 aprile 2017 la Salesforce Tower ha raggiunto la massima altezza, pari a 326 metri. L'8 gennaio 2018 l'edificio è stato ufficialmente inaugurato ed ha avuto inizio il trasferimento dei primi occupanti.